# Amerikanische Hopfenbuche
Die Amerikanische Hopfenbuche (Ostrya knowltonii) ist eine Pflanzenart aus der Gattung der Hopfenbuchen (Ostrya) innerhalb der Familie der Birkengewächse (Betulaceae). Das Verbreitungsgebiet liegt in den südwestlichen Vereinigten Staaten. Sie wird in der Roten Liste der IUCN als „nicht gefährdet“ eingestuft.

## Beschreibung

### Vegetative Merkmale
Ostrya knowltonii wächst als Baum und erreicht Wuchshöhen von bis zu 9 Metern. Die Baumkrone ist offen und schmal-gerundet. Die Borke ist braungrau und zerbricht in schmalen vertikalen Schuppen oder Streifen. Die Zweige sind spärlich bis mäßig flaumig behaart und zeigen häufig gestielte Drüsen. Die Laubblätter haben einen mit gestielten Drüsen bedeckten Stiel. Die Blattspreite ist eiförmig bis breit eiförmig-elliptisch oder beinahe rund, 2,5 bis 6,5 Zentimeter lang und 1,5 bis 5 Zentimeter breit. Die Blattbasis ist schmal gerundet bis herzförmig oder keilförmig, der Blattrand ist scharf und unregelmäßig doppelt gesägt, das obere Ende ist spitz. Die Blattunterseite ist besonders entlang der Blattadern flaumig behaart.

### Generative Merkmale
Die Blütezeit liegt im Spätfrühling. Die männlichen Blütenstände sind 2 bis 3 Zentimeter lange Kätzchen. Die weiblichen Blütenstände sind 0,6 bis 1 Zentimeter lange Kätzchen. die Fruchtstände sind bei Reife 2,5 bis 4 Zentimeter lang bei einem Durchmesser von 1,8 bis 2,5 Zentimeter. Die Tragblätter sind 1 bis 1,8 Zentimeter lang und 0,5 bis 1 Zentimeter breit.

## Vorkommen

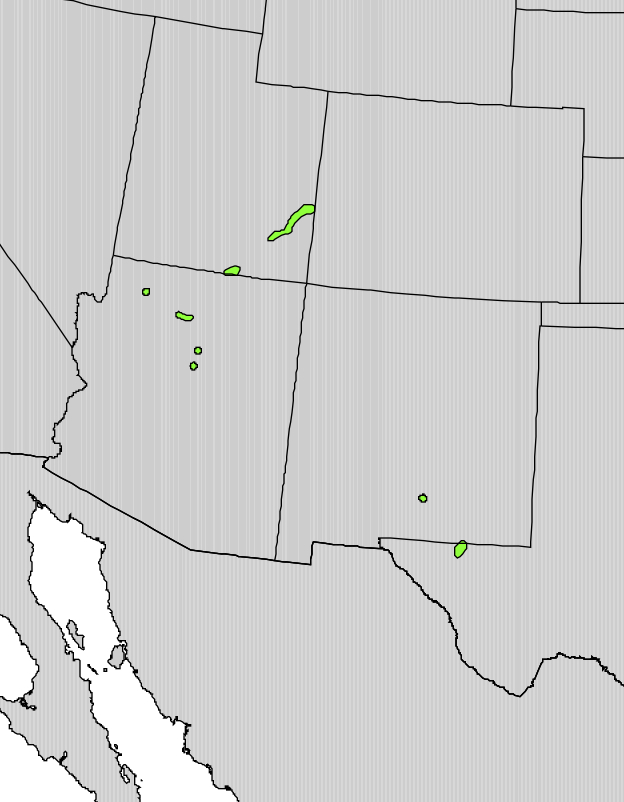
Verbreitungsgebiet

Das natürliche Verbreitungsgebiet liegt in den Vereinigten Staaten im nördlichen Arizona, in New Mexico, Texas und im südöstlichen Utah.
Ostrya knowltonii wächst entlang von Flüssen und auf felsigem Untergrund in Canyons in Höhenlagen von 1200 bis 2400 Metern. In Utah wächst Ostrya knowltonii in feuchten Canyons und am Fuße natürlicher Monolithen im Canyon-Land und in schattiger Umgebung entlang des Colorado River und am Lake Powell. In Arizona gibt es Vorkommen an beiden Rändern des Grand Canyon in feuchten Canyons nahe dem Wasser und im Oak Tree Canyon in Coconino County. In New Mexico gibt es Bestände in den Guadalupe und Sacramento Mountains, in Mexico findet man sie im Guadalupe-Mountains-Nationalpark. Ostrya knowltonii wächst häufig in Wäldern die von Kiefern (Pinus) und Wacholder (Juniperus) dominiert sind, oder in typischen Eichenwäldern. In höheren Lagen findet man sie zusammen mit der Gelb-Kiefer (Pinus ponderosa) und der Gewöhnlichen Douglasie (Pseudotsuga menziesii). In Texas wächst sie zusammen mit dem Erdbeerbaum Arbutus xalapensis, Pinus strobiformis, der Gelben Eiche (Quercus muehlenbergii) und dem Ahorn Acer grandidentatum.

## Gefährdung und Schutz
In der Roten Liste der IUCN wurde Ostrya knowltonii 2014 als „nicht gefährdet“ („Lower Risk/least concern“) geführt. Es handelt sich um eine seltene Art und Bestände wachsen in isolierten Gebieten. Die Vorkommen in Arizona und Utah sind möglicherweise erloschen. Fossile Funde haben gezeigt, dass Ostrya knowltonii während der letzten Eiszeit den gesamten Grand Canyon besiedelt hat und vor etwa 8000 Jahren aus den tiefen Lagen verschwunden ist. Die rezenten Bestände können als eiszeitliches Überbleibsel gesehen werden, die seitdem mehr oder weniger stabil sind. Es fehlen ausreichende Daten, um beurteilen zu können, ob die Bestände insgesamt zunehmen, stabil bleiben oder abnehmen. Es gibt jedoch im bekannten Verbreitungsgebiet kaum menschliche Einflüsse, was dafür spricht, dass die Vorkommen stabil sind. Aufgrund der kleinen Bestände geht die größte Gefahr von zufälligen Ereignissen wie Waldbränden aus. Es gibt keine speziellen Schutzmaßnahmen für Ostrya knowltonii, sie wächst jedoch in mehreren geschützten Gebieten.

## Systematik
Die Erstbeschreibung von Ostrya knowltonii erfolgte 1894 durch Frederick Vernon Coville in Garden and Forest, Volume 7, S. 114, f. 23.
Nach R. Govaerts 2003 ist auch Ostrya chisosensis Correll zu Ostrya knowltonii zu stellen.

## Verwendung
Ostrya knowltonii wird kommerziell nicht genutzt. Das Holz ist hart und schwer, und lokal könnte es zur Herstellung beispielsweise von Werkzeuggriffen verwendet worden sein.